# Madagaszkár a 2006. évi téli olimpiai játékokon
Madagaszkár az olaszországi Torinóban megrendezett 2006. évi téli olimpiai játékok egyik részt vevő nemzete volt. Az országot az olimpián 1 sportágban 1 sportoló képviselte, aki érmet nem szerzett. Madagaszkár először vett részt a téli olimpiai játékokon.

## Alpesisí
Férfi
| Versenyző            | Versenyszám      | 1. futam      | 1. futam      | 2. futam | 2. futam | Összesítés | Összesítés |
| Versenyző            | Versenyszám      | Idő           | Hely.         | Idő      | Hely.    | Idő        | Helyezés   |
| -------------------- | ---------------- | ------------- | ------------- | -------- | -------- | ---------- | ---------- |
| Mathieu Razanakolona | Műlesiklás       | nem ért célba | nem ért célba | kiesett  | kiesett  | kiesett    | kiesett    |
| Mathieu Razanakolona | Óriás-műlesiklás | 1:39,10       | 43.           | 1:27,33  | 31.      | 3:06,43    | 39.        |